# Spannsägenkonstruktion
Als Spannsägenkonstruktion bezeichnet man in der Anatomie des Pferdes die sehnige Umbildung zweier Skelettmuskeln des Unterschenkels: Musculus fibularis tertius und Musculus flexor digitorum superficialis. Dabei überspannt der sehnige Musculus peroneus tertius die Vorderseite der hinteren Extremität von oberhalb des Kniegelenks bis zum Mittelfuß, der Musculus flexor digitorum superficialis die Hinterseite von oberhalb des Kniegelenks bis zum Fersenhöcker (Calcaneus). Diese Konstruktion zweier Spanneinrichtungen um eine zentrale Achse (Unterschenkelknochen) ähnelt der Spannsäge.
Durch diese Anordnung werden Knie- und Sprunggelenk in ihrer Bewegungsrichtung gleichgeschaltet, das heißt eine Beugung des Kniegelenks resultiert, solange beide Sehnenstränge intakt sind, immer auch in einer Beugung des Sprunggelenkes. Die Spannsägenkonstruktion ermöglicht die passive Arretierung der Hinterbeine beim Schildern.